# Милан Петровић (лекар)
Милан Петровић (Ниш, 15/28. мај 1886 — Земун, 22. октобар 1963) био је српски лекар, потпуковник у српском санитету, специјалиста педијатрије, уредник Српског архива за целокупно лекарство, председник суда части Српског лекарског друштва и један од оснивача Педијатријске секције СЛД. Бавио се зубарством, обишао је свет бродом, а Србију санитетским возом (као командант воза). Учесник је два рата.

## Живот и каријера
Као најмлађе дете у породици Димитрија и Васке, рођен је у Нишу 15/28. маја 1886. Отац му је био познати нишки трговац и кафеџија, из породице Петровић која се доселила у Ниш у првој половини осамнаестог века. Димитрије и Васка Петровић имали су деветоро деце, четири сина и пет кћери: Мариолу, Даницу, Лепу, Кату и Драгу, синове Тасу и Милана.
Основну школу и гимназију похађао је у Нишу,
| „ | Као одличан ђак у нишкој гимназији, Милан је волео да чита, интересовао се за писање. Учествовао је у раду ђачке књижевне дружине, која му је омогућила прве наступе, успехе и почасти. У Првој нишкој гимназији био је и председник литерарне дружине „Његош“ | ” |

Након завршене матуре 1904, испраћен од своје многобројне родбине отишао је у Беч, да изучи медицину и постане доктор,
| „ | Али, живот у Бечу је тражио више, на шта је још поноснији син реаговао на свој начин. Уместо да кука и тражи више, Милан је одлучио да пронађе свој начин и помогне родитељима, који имали обавезу да осморо деце издржавају и школују. У току распуста уписао је додатне студије зубарства, потом нашао посао код једног од зубних лекара у Бечу. | ” |

У то периоду известан број студената из Србије студирао је медицину у Француској, па је и Милан одлучио да студије настави на универзитету у Париз, „да у новој културној средини продуби своје образовање и научи Француски језик“. Након шеснаест месеци проведених на студијама у Паризу Милан се вратио у Беч, и 1909. окончао студије медицине на Бечком универзитету.
По завршеном факултету у Бечу Милан Петровић се почетком 1910. године вратио у Ниш и исте године отишо на одслужење војног рока. У војсци је прво положио испит за резервног санитетског поручника, а затим као хонорарни лекар у Моравској сталној војној болници у Нишу похађао је и обавио обавезан лекарски стаж. Као лекар стажиста у војси имао је среће да асистира великану српске ратне хирургије др Михаилу Петровићу (1863—1934), што ће му у касанијем самосталном раду, на месту бродског лекара, значајно користити.
У првим данима рада са пацијентима схватио да српском здравству недостају лекари, који ће се бринути за оболелу децу, што га је мотивисало да 1910. настави студије у Бечу, овога пута у својству специјализанта педијатрије код професора др Ешериха, (код кога је као студент медицине био хоспитант више од годину дана).
Након завршене специјализације из педијатрије Петровић се априла 1911. вратио у Ниш и случајно сазнао из новина за оглас једне холандске бродске компаније која је тражила бродског лекара. Како му је боравак у Бечу нарушио здравље, предосећао је да ће му топлија клима помоћи да се брже опорави, и тако је донео одлуку да своју каријеру настави као бродски лекар. Након вишемесечне пловидбе по морима света вратио се у Србију, и наставио са радом у свом родном граду Нишу, прво као општински а затим и као срески лекар.
| „ | Интересантно је да је у том периоду др Петровић, као члан Српске радикалне странке у Нишу, (супротне странке од оне у којој је био његов отац) био изабран за општинског одборника. Мада супротних политичких убеђења, отац и син су задржали своје ставове, не мешајући политику у породичне односе. | ” |

По отпочињању Балканских ратова мобилисан је у српску војску и одмах распоређен на дужност командира санитетског воза. На овој дужности је остао све до 1915. године, односно до повлачења српске војске преко Албаније.
Као командант санитетског воза, лекар и зубни лекар у пољским болницама српске војске на острву Видо, Крфу и Солунском фронту, Петровић је дао велики допринос очувању здравља и живота многобројних војника и цивила у Балканским и Првом светском рату.
Након завршетка Првог светског рата Петровић се крајем 1918. године вратио у Ниш, где се поново укључио у рад Моравске сталне војне болнице. Након годину дана проведених у Нишу породица Петровић се преселила у Београд децембра 1919. године, у коме му је његова супруга Мара родила двоје деце, сина Димитрија и ћерку Миру.
На прво радно месту у Београду у својству педијатра постављен је маја 1920. у својству секундарног лекара Дечјег одељења Опште државне болнице, којим је руководио др Миленко Матерни (1875—1929). Паралелно са овим послом радио је и и у Француско-српском диспанзеру „Кап млека“, („Goutte de lait“)  у Београду од 1921. до 1929. године. Током рада у овом диспанзеру (1923) Милан Петровић је објавио књигу „Исхрана одојчета и малог детета.
Своја медицинска усавршавања наставио је у области педијатрије, прво код професора Ешериха у Бечу а затим и код професора Нобекура у Паризу. Након повратка са ових усавршавања решењем Министарства здравља од 8. јула 1924. године Петровић је у звању специјалисте за дечје болести именовање за секундарног лекара Дечјег одељења Опште државне болнице, а 20. јуна 1929. године и на дужност шефа тог истог Одељења, а коме га је затакао почетак Другог светског рата.
У Другом светском рату у југословенској војсци био је мобилисан као резервни санитетски пуковник. Након заробљавања на почетку рата и присилног рада у заробљеништва у Немачкој, од априла до септембра 1941, Петровић је отпуштен кући. И ако болестан, наставио је да обавља дужности шефа Дечјег одељења Опште државне болнице у Београду.
| „ | По завршетку рата, др Петровић се вратио педијатрији и то у Болници за децу оболелу од туберкулозе на Дедињу. Градски народни одбор - Одељење за здравствено старање у Београду - именовао је др Милана Петровића 30. септембра 1947. године, за лекара Градске болнице у Земуну, у својству шефа новоотвореног Дечјег одељења. Дужност и обавезе лекара педијатра у Земунској болници др Петровић је обављао све до пензионисања 17. фебруара 1951. године. Годинама потом радио је у сопственој приватној ординацији у Београду, у улици Светозара Марковића бр 36. | ” |

## Дела
Са лекарском дипломом из 1909. Петровић је понео и зубарску вештину коју је изучио у Бечу. Ову своју вештину он ће заједно са др Милошем Поповић зналачки применити у рату, када су њих двојица покренули рад једине зубне станице у српској војсци у пољској болници у Воденом на Солунском фронту; ...„која је ушла у историју стоматологије будући да је за скоро две године рада збринула 17.900 пацијената, а њени лекари су обавили 30.366 стоматолошких интервенција“...
Као командир санитетског воза у Балканским и Првом светском рату само у Балканским ратовима организовао је евакуиацију око 110.000 српских, савезничких и непријатељских рањенике и болеснике, при чему је сваки воз превалио по 30 до 40.000 километара. О томе Петровић у својој књизи Трновит пут Србије, 1914-1918, пише:
| „ | Кад непријатељ пороби Србију а задњи санитетски воз оконча своју мисију на железничкој станици у Лесковцу са припадницима Моравске сталне војне болнице збрињавао сам српске војнике и избегло становништво од Белољина, преко Призрена, Ђаковице, Скадра, Крфа, Вида до Воденог на Солунском фронту. | ” |

Током 1947. основао је Дечје одељење Градске болнице у Земуну, а био је и један од кључних иницијатора и оснивача Југословенског друштва за заштиту деце, Југословенске лиге противу туберкулозе, Удружења педијатара Југославије.
Обављао је и дужност главног уредника часописа Српски архив за целокупно лекарство, (после дугогодишњег руковођења др Јована Данића). Током осмогодишњег уређивања Српског архива за целокупно лекарство (1925—1933), Петровић ће, упркос свих тешкоћа, сваке године организовати штампати по десет свезака.
Написао је и објавио преко четрдесет научних радова, који су објављени у домаћим и иностраним медицинским часописима, у САД, Француској, Грчкој, као и неколико књига од којих су најзначајније:
- Санитетски возови у ратовима 1912–1918
- Исхрана одојчета и малог детета
- Лечење болесне деце у Југославији
- Трагедија наших регрута

## Завештање сину
При крају свог стваралачког пута др Милан Петровић је свом сину Димитрију, славном универзитетском професору (сада нажалост покојном) оставио следећу поруку, која треба да послужи и као поука и савет будућим лакерима:
| „ | За мене више вреди један поштен и паметан прост радник него један непоштен професор универзитета...Ако је неко научио да непоштено и недозвољено себи прибавља животна средства и животна задовољстза, ако се научио да живи само зато да без обзира на друге само себи и ником другом угађа, он ће несумњиво постати антисоцијални егоиста...Жеља ми је да све што сматрам најбољега у себи некако пренесем у вас и да ви будете, као што и себе сматрам, чланови друштва од којих ће оно доиста имати користи...Ако не будеш имао саосећања за људску беду и за моралне и физичке патње, онда ћеш бити само један вешт дијагностичар и тарапеут, а не добар лекар. | ” |

## Признања
Др Милан Петровић је за свој дугогодишњи рад одликован највишим српским и југословенских одликовањима:
- Крст милосрђа (1913),
- Орден светог Саве V реда (1915),
- Златне медаља за ревносну службу (1918),
- Албанска споменица (1920),
- Орден Белог орла V реда (1920),
- Споменица за ослобођење и уједињење 1914-1918 (1920),
- Орден Светог Саве IV реда (1928),
- Орден Југословенске круне IV реда (1935),
- Орден Југословенске круне III реда (1937).

Др Петровић је за своје зазлуге именован за:
- Председника Српског лекарског друштва,
- Главног уредника Српског архива - часописа за целокупно лекарство (осам година),
- Почасног председник Педијатријске секције Српског лекарског друштва.